# Psammotettix knullae
Psammotettix knullae är en insektsart som beskrevs av Greene 1971. Psammotettix knullae ingår i släktet Psammotettix och familjen dvärgstritar. Inga underarter finns listade i Catalogue of Life.